# Mount Summerson
Mount Summerson ist ein 2310 m hoher Berg, der das nördliche Ende der Endurance-Kliffs in der Geologists Range im Transantarktischen Gebirge überragt.
Der United States Geological Survey kartierte ihn anhand von Vermessungen mittels Tellurometer und mithilfe von Luftaufnahmen der United States Navy zwischen 1960 und 1962. Das Advisory Committee on Antarctic Names benannte ihn 1966 nach dem US-amerikanischen Geologen Charles Henry Summerson (1914–2008), der im Rahmen des United States Antarctic Research Program von 1962 bis 1963 in der Region um Mount Weaver tätig war.